# Савиных, Наталья Павловна
Наталья Павловна Савиных (род. 8 января 1948 г., д. Тарасовы, Оричевский район, Кировская область) — советский российский геоботаник, доктор биологических наук, профессор, профессор кафедры биологии Вятского государственного гуманитарного университета, специалист по биоморфологии растений, охране и рациональному использованию природных ресурсов.

## Биография
Родилась в семье учителя. В 1966 году поступила в Кировский государственный педагогический институт им. В. И. Ленина на естественно-географический факультет. В 1971 году закончила университет по специальности биология с дополнительной специальностью химия.
С 1973 года работает в Вятском государственном гуманитарном университете на кафедре ботаники (позже — кафедре биологии) ассистентом, старшим преподавателем (1980), доцентом (1981), с 1991 по 1995 год заместителем декана, с 1995 — заведующая кафедрой ботаники, с 2009 по 2015 — кафедрой биологии естественно-географического факультета. С 1987 года — доцент, с 2007 года — профессор (учёное звание).
В 1976 году поступила в аспирантуру на кафедру ботаники Московского государственного педагогического института им. В. И. Ленина. В 1979 году под руководством профессора Т. И. Серебряковой защитила кандидатскую диссертацию на тему «Сравнительное морфогенетическое исследование жизненных форм вероник секции Veronica L.». В 1996—1999 годах была докторантом кафедры ботаники Московского педагогического государственного университета. В 2000 году защищена докторская диссертация на тему «Биоморфология вероник России и сопредельных государств» при научном консультировании профессора Н. И. Шориной. С 2000 года — профессор кафедры ботаники.
Руководитель научной школы «Биоморфология растений» и научно-исследовательской лаборатории «Биоморфология растений».
Руководит аспирантурой по специальности 03.02.01 — Ботаника.
Председатель Кировского отделения Русского ботанического общества.

## Награды и почетные звания
- Отличник народного просвещения
- Заслуженный работник Вятского государственного гуманитарного университета
- Почетный работник высшего профессионального образования Российской Федерации[4]

## Научная деятельность
Сфера научных интересов — биоморфология растений, в частности, биоморфология вероник, цветковых растений семейства Подорожниковые; охрана и рациональное использование природных ресурсов.
Научная работа велась в рамках популяционно-онтогенетического направления, основоположниками которого являлись А. А. Уранов, И. Г. Серебряков и Т. И. Серебрякова, научный руководитель Н. П. Савиных. В научных работах Н. П. Савиных разрабатывались представления о модульной организации растений — трех категориях модулей у цветковых растений. Был предложен метод описания их структурной организации. Другим направлением стало изучение жизненных форм растений в условиях с переменным увлажнением, прибрежно-водных и водных и классификация их биоморф. У более чем 70 видов цветковых растений этих экологических групп были описаны онтоморфогенез, побегообразование, основные жизненные формы, онтобиоморфы и фенобиоморфы, представлена система биоморф.
В научных разработках важное место занимает изучение и сохранение биоразнообразия всех уровней на особо охраняемых природных территориях. По заданию Департамента экологии и природопользования Кировской области была составлена перспективная схема развития особо охраняемых территорий в Кировской области. Благодаря полевым исследованиям Н. П. Савиных научно обосновано открытие 4 памятников природы регионального значения, предложены программы по их сохранению, разработанные на основе изучения онтогенеза биоморфологии и популяционной биологии редких и охраняемых видов, предложено использование популяционно-онтогенетического и биоморфологического подходов в организации режима особой охраны в ООП.

## Основные работы
- Побегообразование и большой жизненный цикл Veronica officinalis L. // Бюл. МОИП. Отд. биол. 1978. Т.83. Вып.4. С. 123—133.
- Эволюционные преобразования побеговых систем при формировании трав сезонного климата (на примере секции Veronica рода Veronica L.) // Бюл. МОИП. Отд. биол.. 1982. Т.86. Вып.5. С. 89-98.
- Уроки факультативного курса «Экология экосистем»: Методические рекомендации для учителей естественного цикла. Киров. 1996. 100 с.
- Вероника лекарственная // Биологическая флора Московской области. Вып. 13. М.: Полиэкс. 1997. С. 167—178.
- Побегообразование, морфогенез Veronica gentianoides Vahl. (Scrophulariaceae) и происхождение полурозеточных трав // Ботан. журн. 1999. Т.84. № 6. С. 20-31.
- Вероники секции Veronica // Биологическая флора Московской области. Вып. 14. Под ред В. Н. Павлова. М.: Гриф и Ко,. 2000. С. 160—180.
- Biomorphology of Veronicas of Russia and neighbouring states // Wulfenia. Vitteilungen des Kärntner Botanizentrums Klagenfrut. 10. 2003. S. 73-102.
- О жизненных формах водных растений // Гидроботаника: методология, методы. Материалы школы по гидроботанике (п. Борок, 8-12 апреля 2003 г.). Рыбинск: Рыбинский Дом печати. 2003. С. 39-48.
- Род Вероника: морфология и эволюция жизненных форм. Киров: ВятГГУ. 2006. 453 с.
- Серебрякова Т. И., Воронин Н. С., Еленевский А. Г., Батыгина Т. Б., Шорина Н. И., Савиных Н. П. Ботаника с основами фитоценологии: Анатомия и морфология растений. М.: Академкнига, 2006. 543 с.
- Модульная организация растений // Онтогенетический атлас растений. Йошкар-Ола: МарГУ. 2007. Т. 5. С. 15-34.
- Современные подходы к описанию структуры растения / ред. Н. П. Савиных, Ю. А. Бобров. Киров: Лобань. 2008. 355 с.
- Актуальные проблемы современной биоморфологии / ред. Н. П. Савиных. Киров: Радуга-ПРЕСС. 2012. 610 с.
- О гигрофильной линии эволюции однолетних вероник // Горизонты гидроботаники. Ярославль: Филигрань. 2015. С. 97-111[2].
- Экологические предпочтения Limosella aquatica L. // Экология родного края: проблемы и пути их решения. Материалы XV Всероссийской с международным участием научно-практической конференции. 2020. С. 163—167. (соавт. Шаклеина М. Н.)[5]